# Фидены
Фидены (лат. Fidēnae) — древний город Сабинской области, лежавший к северо-востоку от Рима, между Тибром и Аниеном, на высокой и неприступной горе. Население Фиден было, по-видимому, смешанное из сабинян, этрусков и латинян. В 437 году до н. э. Фидены примкнули к Веям. Через два года город был взят римлянами и разорён.

## Катастрофа на стадионе
В 27 году н. э. деревянный амфитеатр, наскоро построенный предпринимателем по имени Атилий, рухнул в Фиденах, что привело к самой страшной катастрофе на стадионе в истории. По меньшей мере 20 000 человек погибло (по Тациту — 50 000) и ещё многие были ранены из общей аудитории в 50 000 человек.
Ранее император Тиберий запретил гладиаторские игры; видимо, когда запрет был снят, публика стекалась на первые бои, поэтому, когда стадион рухнул на нём, присутствовала большая толпа. В момент инцидента Тиберий находился на Капри, но поспешил в Фидены, чтобы помочь жертвам этого инцидента.
Римский Сенат отреагировал на трагедию, запретив людям с состоянием менее 400 000 сестерциев устраивать гладиаторские зрелища, а также потребовав, чтобы все амфитеатры, построенные в будущем, были возведены на прочном фундаменте, проверены и сертифицированы на прочность. Правительство также «изгнало» Атилия.